# 1953年香港
|        | 香港歷史 \| 香港歷史年表                                                                                                   |
| 世紀： | 19世紀香港 \| 20世紀香港 \| 21世紀香港                                                                                     |
| 年代： | 1920年代香港 \| 1930年代香港 \| 1940年代香港 \| 1950年代香港 \| 1960年代香港 \| 1970年代香港 \| 1980年代香港               |
| 年份： | 1949年香港 \| 1950年香港 \| 1951年香港 \| 1952年香港 \| 1953年香港 \| 1954年香港 \| 1955年香港 \| 1956年香港 \| 1957年香港 |
| 紀年： | 癸巳年（蛇年）、香港開埠112周年、香港重光8周年                                                                             |

## 政府

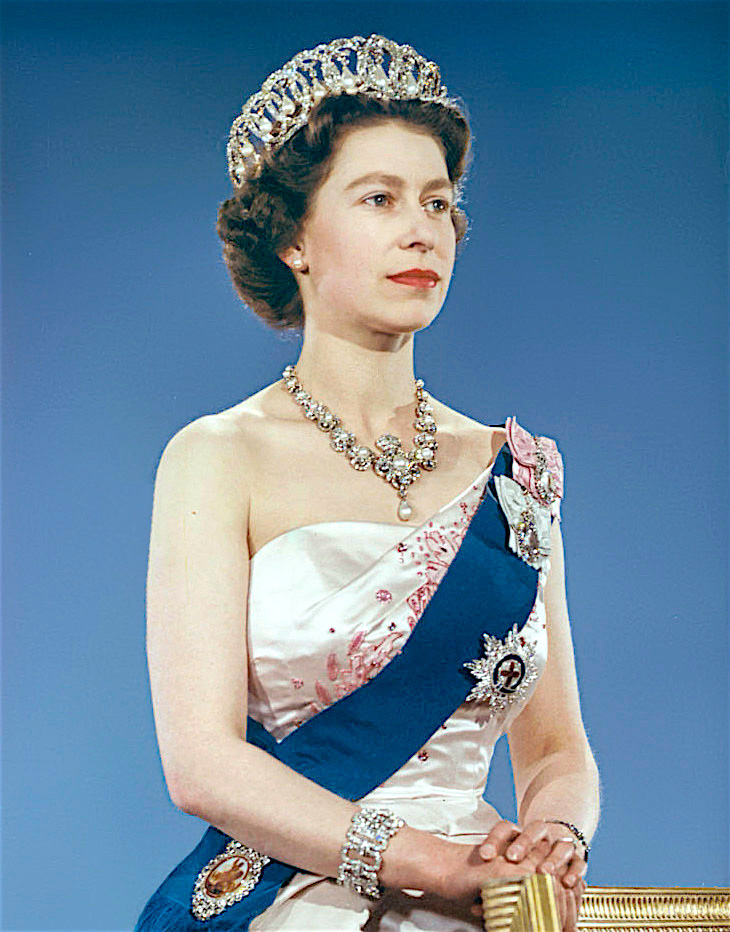
英国君主：伊丽莎白二世

## 大事記
- 1月13日，何文田木屋區大火，焚屋1,500間，約16,000人喪失家園，造成1死14傷。
- 1月25日，九龍仔大火，焚屋400餘間，約2,000人失去家園。
- 2月24日，九龍城寨西頭村大火，焚屋200間，災民達3,076人，5人受傷。
- 3月13日，大角咀大火，焚木屋80間，災民936人。
- 4月22日，一架水警艇於馬灣巡邏時被魚炮擊中傾側，一名水警死亡。[1]
- 5月12日，天后廟道東街42號榮興雜貨店老闆及未滿一歲的兒子被殺。
- 6月2日，香港市民盛大慶祝英女皇伊利莎伯二世登基，全港多處舉行閱兵禮，中環舉行花車巡遊。[2]
- 7月5日，一艘躉船在昂船洲海面失火，4死1傷。
- 7月10日，筲箕灣香島道山邊發現女子胡桂蘭的屍體，屍身壓於三塊巨石之下。
- 7月27日，德意志聯邦共和國（西德）正式開設德國駐香港總領事館[3]。
- 9月1日，灣仔星街煉靈堂兩名神父程野聲神父、魏蘊輝神父被殺。[4]
- 9月7日，
  - 香港仔木屋區大火，焚屋50間，災民300人。
  - 灣仔星街一號之煉靈堂助理司鐸程野聲神父及魏蘊輝神父遭殺戮。
- 9月8日，蕪湖街建築中唐樓倒塌事故，13死21傷，至今仍為香港史上最嚴重的建築業事故。
- 9月9日，駐港英軍一巡邏艇在伶仃洋被中國炮艦擊毀，7死4傷。
- 9月18日，強颱風蘇姍襲港，香港天文台懸掛2年來首次九號烈風或暴風增強信號，3死9傷。[5]
- 10月16日，港府根據第246章《強制服役條例》在1951年實施強制服役後，於1953年徵召數十名英籍女性香港市民接受出任特務警察的訓練，這是香港首次徵召女性居民服役[6]。
- 11月5日，美國副總統尼克遜到港訪問。
- 11月23日，衙前圍道72號三樓，匪徒入屋行劫，老婦高呼打劫，死於利劍之下。
- 12月6日，紅磡兒童遊樂場休班警員被十多人毆斃。[7]

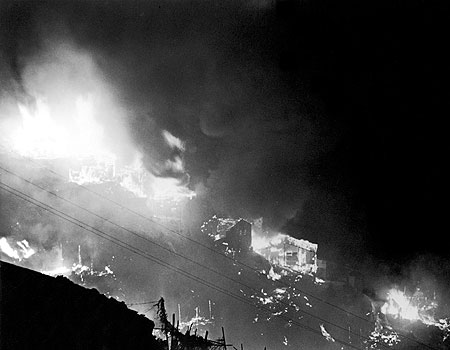
大火時情況

- 12月24日，石硤尾發生香港歷來最多人受災的木屋區大火，3死51傷，58,203名災民無家可歸。[8][9]

## 出生人物
- 1月29日，鄧麗君，著名國語、日語及粵語歌手。
- 2月1日，廖麗麗，無綫電視藝員。
- 2月20日，甄妮，國語及粵語殿堂級歌手。
- 2月23日，鍾鎮濤，香港男藝人，溫拿樂隊主音歌手兼吉他手。
- 2月24日，羅范椒芬，香港知名政治人物，歷任運輸署署長、教育署署長、教育統籌局局長、教育統籌局常任秘書長、廉政專員。
- 3月17日，馮檢基，香港立法會議員，1989至2007年出任民協主席。
- 4月14日，曾志偉，著名香港藝人。
- 4月18日，沈金康，香港單車代表隊總教練。
- 5月8日，劉吳惠蘭，2008至2011年出任商務及經濟發展局局長。
- 5月19日，梁耀忠，香港立法會議員。
- 5月23日，李家祥，執業會計師，1991至2004年出任香港立法會議員。
- 7月21日，張艾嘉，知名華人及香港電影演員。
- 10月8日，麥潤壽，香港廣播節目主持人。
- 9月11日，余若薇，香港公民黨主席，2000至2012年出任香港立法會議員。
- 11月1日：
  - 羅致光，民主黨成員、1995至2004年出任香港立法會議員。
- 12月6日，歐陽佩珊，資深香港電視演員。
- 本年，盧宛茵，資深電視藝員。
- 本年，吳天海，九倉副主席、香港有線電視主席。
- 本年，任達榮，2007至2010年出任警務處副處長。
- 本年，馮兩努，曾任區議員及電視節目主持。
- 本年，彭長緯，沙田區議員，民建聯成員。
- 本年，霍文，1998至2005年出任香港運輸署署長。
- 本年，劉鑾鴻，俗稱「細劉」，利福國際（港交所：1212）董事總經理，華人置業（港交所：127）主席劉鑾雄的胞弟。
- 本年，柳玉成，香港泛民人士。
- 本年，黃銳林，包浩斯國際控股有限公司（港交所：0483）董事長、行政總裁及創辦人。
- 本年，盧奕基，2008至2012年出任香港保安局政治助理。
- 本年，麥紹棠，香港商人，中建電訊集團有限公司主席，藝人麥浚龍之父。

## 逝世人物
- 1月20日，曹善允，84歲，香港律師、政治家和紳商，1929至1937年出任香港立法局議員。
- 2月2日，普樂，88歲，御用大律師，1917至1944年出任香港立法局議員。
- 6月6日，何高俊，74歲，香港醫生。
- 6月26日，黃壽年，香港電影演員。
- 9月8日，李子方，61歲，東亞銀行總經理兼創辦人之一。
- 10月26日，黎民偉，60歲，香港電影之父，中國電影的早期開拓者之一，中国民主革命家。